# Kieldrecht
Kieldrecht is een dorp in de Belgische provincie Oost-Vlaanderen en een deelgemeente van Beveren-Kruibeke-Zwijndrecht, het was een zelfstandige gemeente tot aan de gemeentelijke herindeling van 1977. Kieldrecht ligt in het noorden van de gemeente tegen de grens met Nederland. Het dorpscentrum vormt één aansluitend geheel met de dorpskern van het Nederlandse Nieuw-Namen (bij de gemeente Hulst).
Kieldrecht is een grote deelgemeente die zich uitstrekt over een oppervlakte van 1949 ha. Deze oppervlakte vertegenwoordigt 12,9 % van de gemeente Beveren. Kieldrecht telde op 1 januari 2008 3790 inwoners.

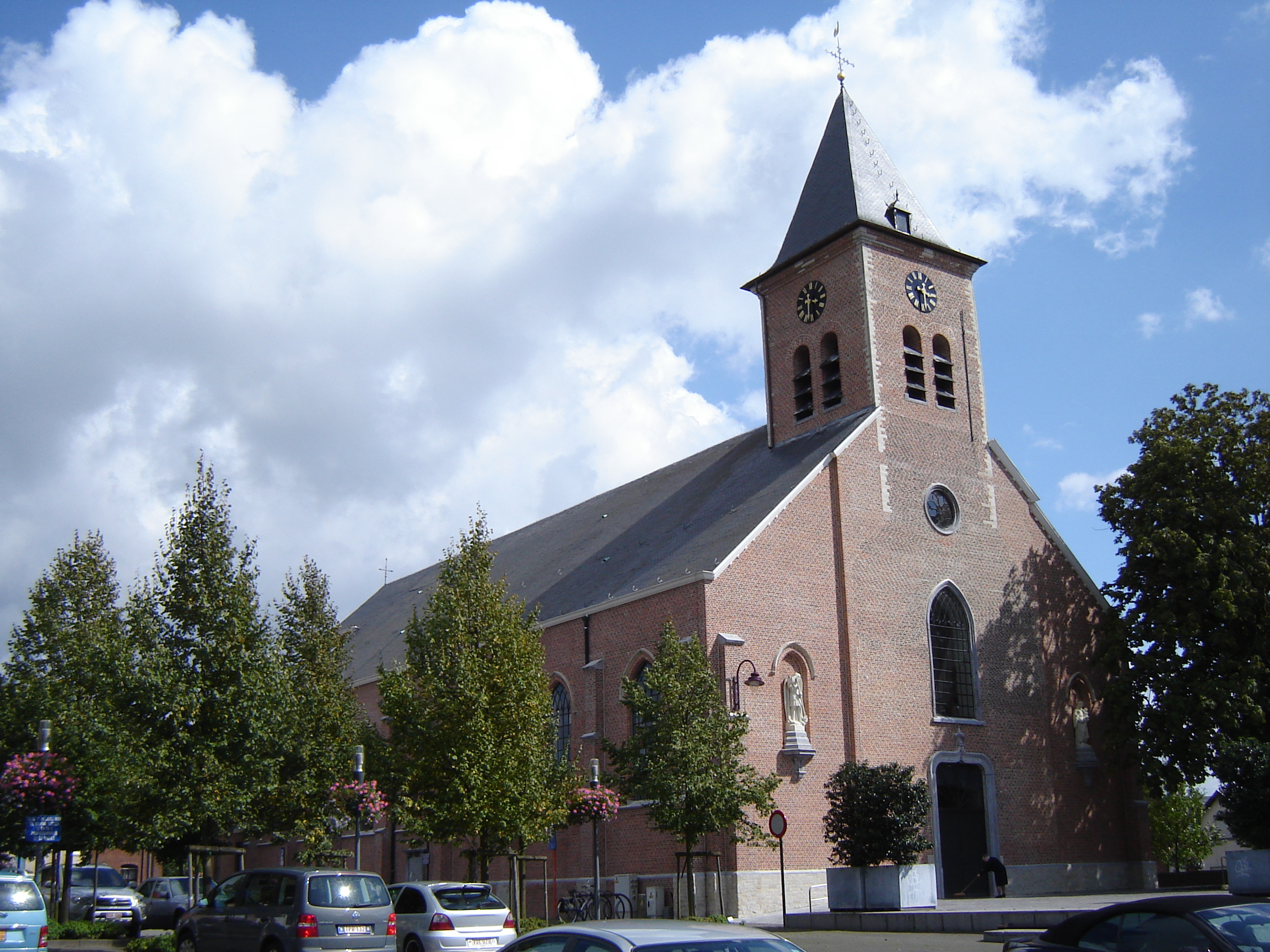
Marktplein met Sint-Michielskerk

## Geschiedenis
Sedert 1156 bevond zich de priorij en de kapel van Hulsterloo in het gebied. Deze kapel werd vernietigd tijdens de godsdiensttwisten. In 1238 was voor het eerst sprake van de naam Kieldrecht.
Het gebied had te lijden van overstromingen in 1333, 1366, 1376, 1377 en 1424. 
Op 28 augustus 1626 was Kieldrecht het toneel van een schermutseling in de Tachtigjarige Oorlog. Een afdeling onder kolonel Philippe de Liévin, gouverneur van Heusden, heer van Famars had een inval per boot gedaan op 26 augustus. Twee dagen later stuitten zij op een afdeling ruiterij, voetvolk en zes kanonnen. Deze afdeling en het fort Kieldrecht openden het vuur, waarna Famars zich met zijn afdeling op Hulst terugtrok.
Voor deze schermutseling is in Brussel een rekenpenning geslagen met op de voorzijde een portret van Filips III en op de keerzijde symbolen van overwinning en de pier van Kieldrecht met vier gestrande schepen terwijl de anderen terug varen.
Gedurende de eindfase van de Tachtigjarige Oorlog werden herindijkingen uitgevoerd teneinde de gevolgen van de militaire inundaties teniet te doen. Zo ontstond de Sint-Annapolder in 1649, de Kieldrechtpolder in 1653, de Oud-Arenbergpolder in 1688, de Nieuw-Arenbergpolder in 1783, en de Prosperpolder in 1846.

## Demografische ontwikkeling
- Bronnen:NIS, Opm:1831 tot en met 1970=volkstellingen; 1976 = inwoneraantal op 31 december

## Wapenschild
In lazuur (blauw) een aankomende (naar rechts) boot van zilver (wit) met gevallen zeilen, vergezeld door twee schilden in lazuur (blauw) beladen met een fleur-de-lis van goud en een K van zilver. Het schild is gedekt met een aanziende helm met een binnenwerk van keel, getralied in goud, beladen met twee toegewende vissen van zilver. Een wrong en een dekkleed van lazuur gevierd met zilver.

## Bezienswaardigheden
- De Sint-Michielskerk

## Natuur

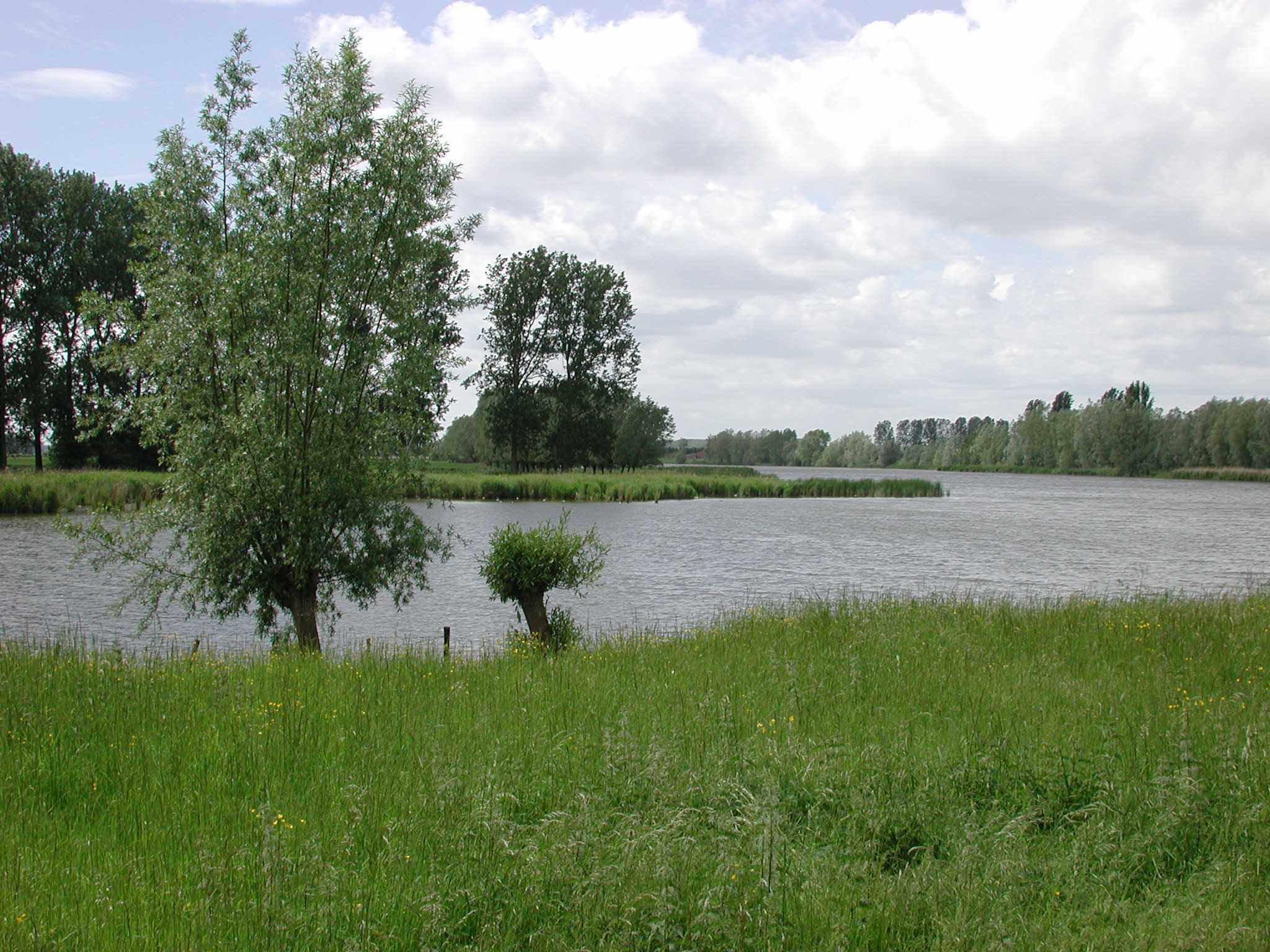
De kreek te Kieldrecht

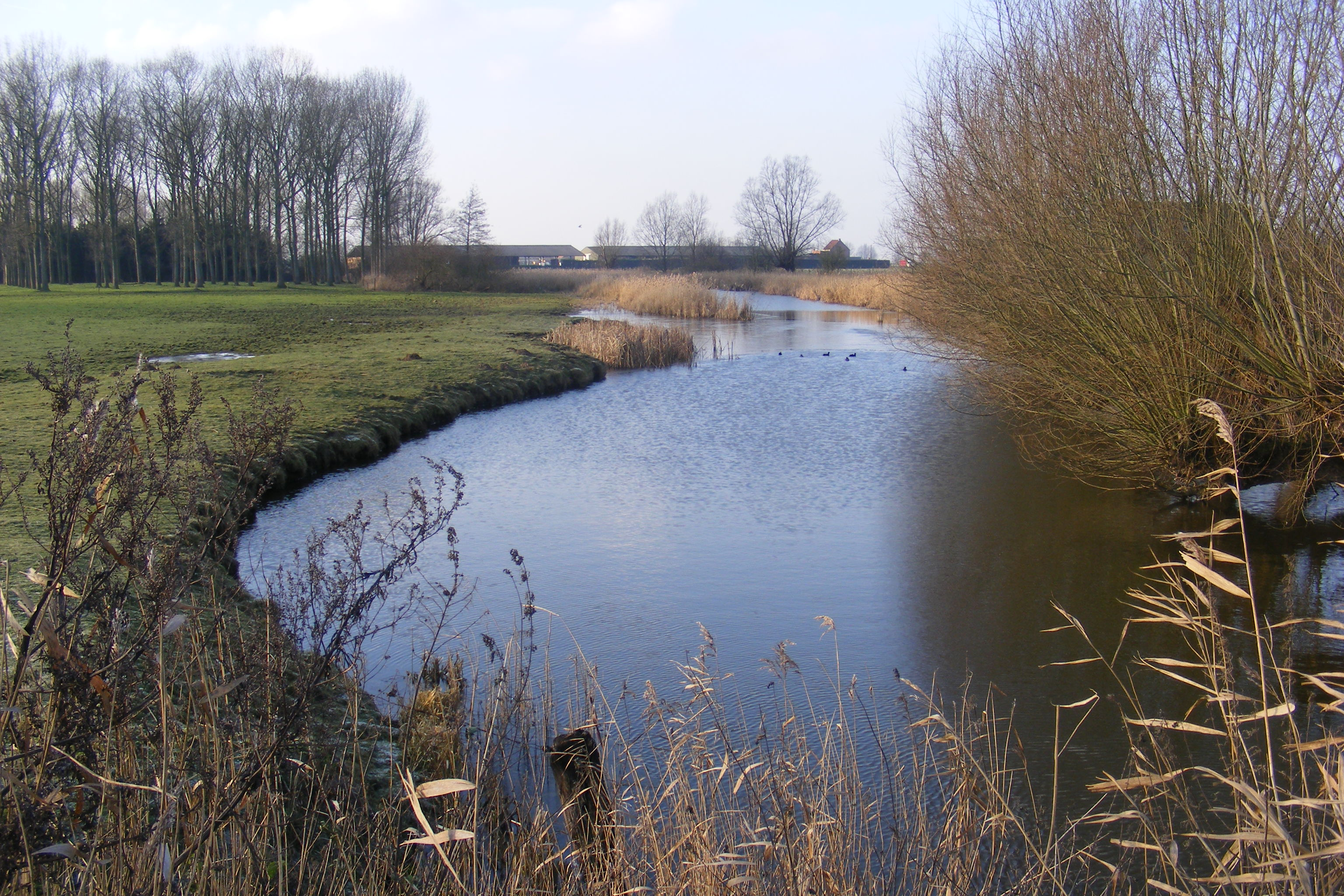
De Kieldrechtse Watergang

Kieldrecht ligt in het Scheldepoldergebied en behoort tot het Waasland. Belangrijke polders zijn de Oud-Arenbergpolder en de Nieuw-Arenbergpolder. 
De Grote Geule is een waardevol erkend natuurgebied en is landschappelijk mooi gelegen bij de dorpskom van Kieldrecht. Het wordt beheerd door Natuurpunt Waasland Noord dat het in mei 2003 aankocht. Daarvoor was het in particulier bezit. Het werd dan ook nog maar recent, op 6 maart 2006, als natuurreservaat erkend.
Vanuit de Grote Geule meandert de Kieldrechtse Watergang naar meerdere kreken en plassen in het Saleghem Krekengebied. Deze groene corridor vormt voor de fauna een belangrijke verbinding tussen meerdere kleinere natuurgebieden. In Kieldrecht is een vogelopvangcentrum voor gewonde vogels.

## Sport
- Volleybalclub Asterix Kieldrecht speelt in de ereklasse bij de vrouwen en is een gerespecteerde waarde in het Europese volleybalwereldje. Het heeft de Europabeker, verschillende landstitels en ook meerdere keren de Beker van België op het palmares. De in 1969 opgerichte club fuseerde in de zomer van 2016 met Avo Melsele en draagt sindsdien de naam Asterix Avo Beveren.
- De lokale voetbalclub KSK Kieldrecht was de eerste club in Oost-Vlaanderen die zijn competitiewedstrijden op kunstgras speelt, zij spelen in de reeks 2e provinciaal en spelen hun wedstrijden op zaterdagavond met kunstlicht.
- In 2005 overleed een van de bekendste inwoners, de Nederlandse wielrenner Theo Middelkamp.
- Gymno Kieldrecht: turnvereniging.

## Trivia
Kieldrecht is ook bekend van het door Jan Frans Willems in 1848 opgetekende spotlied: 'Te Kieldrecht, te Kieldrecht, daar zijn de meisjes koene'.

## Bekende Kieldrechtenaren
- Veronique Belleter, voormalig kampioene wielrennen bij de vrouwen elite
- Maarten Bosmans, acteur
- Danni Heylen, actrice
- Theo Middelkamp, voormalig wereldkampioen wielrennen
- Norbert Van de Walle, tafeltennisser

## Nabijgelegen kernen
Nieuw-Namen, Prosperpolder, Ouden Doel, Doel, Verrebroek, Meerdonk, De Klinge